# جان کارامانیکا
جان کارامانیکا (انگلیسی: Jon Caramanica؛ زادهٔ ۱۹۷۵) روزنامه‌نگار و منتقد موسیقی پاپ است که برای نیویورک تایمز کار می‌کند. او به خاطر نوشتن در مورد موسیقی هیپ هاپ نیز مشهور است.